# 潘帕科查湖
14°6′3″S 70°10′55″W / 14.10083°S 70.18194°W
潘帕科查湖（Pampaqucha），是秘魯的湖泊，位於該國東南部普諾大區的卡拉瓦亞省，該湖泊處於哈通平吉柳尼山西北面的安第斯山脈地區。